# Halo: Reach
Halo: Reach — відеогра жанру шутера від першої особи, розроблена компанією Bungie. Спочатку була видана Microsoft Game Studios ексклюзивно для консолі Xbox 360. Halo: Reach 14 вересня 2010. 3 грудня 2019 року гру було видано і для Windows та Xbox One.
Події гри відбуваються за кілька тижнів до початку подій Halo: Combat Evolved, в 2552 році, коли людство програє війну з Ковенантом. Гравець приймає роль Шляхетного-6 (англ. Noble-6), члена елітного загону суперсолдатів «Шляхетний загін» (англ. Noble Team) під час битви за ключову планету Засяг (англ. Reach).

## Ігровий процес

Приклад бою проти військ Ковенанту

### Основи
Зберігаючи класичний для серії ігровий процес, Halo: Reach має новий графічний рушій, а також перероблений дизайн багатьох класичних елементів гри: персонажів, техніки, зброї, довкілля. Нова система прихованих убивств дозволяє вбивати ворогів у ближньому бою, не піднімаючи тривоги, що супроводжується видовищною анімацією. До екіпіровки було додано модифікатори броні, які дають персонажеві додаткові можливості, такі як прискорення, силовий щит, активний камуфляж, голографічна обманка або ракетний ранець. Одночасно можна носити тільки один модифікатор. В сюжетній кампанії та багатокористувацькій грі гравці заробляють кошти, які можна витратити на зміну зовнішнього вигляду свого персонажа, докупляючи деталі обладунків.
Гра має масштабні рівні, кожен з яких можна пройти декількома різними способами і при перепроходженнях поведінка ворогів різниться. Кампанію можливо проходити як одному гравцеві, так і двом в режимі розділеного екрану або в кооперативі на 4-х гравців.

### Мультиплеєр
Багатокористувацька гра надає низку режимів:
- Штурм (англ. Assault)  — дві команди змагаються, намагаючись закинути бомбу на ворожу базу і оберігаючи власну.
- Захоплення прапора (англ. Capture the Flag) — гравці діляться на дві команди, які повинні захопити прапор і принести його на свою базу.
- Мисливець на голови (англ. Headhunter) — з кожного вбитого ворога випадає череп, який слід принести до вказаного місця. Максимум можна нести 10 черепів, якщо ж їх власник загине, черепи зможе підібрати інший учасник.
- Інфекція (англ. Infection) — кілька учасників є «зараженими» і вбиваючи інших, роблять їх новими «зараженими». «Здорові» натомість намагаються не допустити аби всі заразилися.
- Вторгнення (англ. Invasion) — складається з трьох фаз з різними правилами, взятими зі «Штурму», «Територій» та «Захоплення прапора».
- Джаггернаут (англ. Juggernaut) — всі борються проти всіх, але один з учасників є «Спартанцем», озброєним молотом «Джаггернаутом». Той, хто вбиває його, або здобуває найбільше убивств, займає його місце.
- Цар гори (англ. King of the Hill) — виграє той, хто найдовше протримається на горі, а інші гравці відповідно намагаються зайняти його місце.
- Дивацький м'яч (англ. Oddboll) — слід знайти на карті м'яч і володіти ним якомога довше.
- Поборник (англ. Slayer) — гравцеві слід вбити якомога більше противників, випередивши у цьому інших.
- Перегони (англ. Race) — учасники керують квадроциклами, намагаючись упродовж низки кіл першими проїхати крізь ключові точки.
- Склад (англ. Stockpile) — на карті випадково з'являються прапори, які дві команди намагаються зібрати й принести їх більше на свою базу, ніж противники.
- Території (англ. Territories) — гравці змагаються в захопленні та утриманні кількох територій[3].

## Сюжет
Події розгортаються за тиждень до початку Halo: Combat Evolved на планеті Засяг. Група «Спартанців» під назвою «Шляхетні» (Картер, Кет, Емілі, Джун, Джордж і B-312 (Шляхетний-6)) направляються полковником Урбаном Голландом (англ. Colonel Urban Holland) на аванпост з передатчиком, щоб дізнатися чому з ним зник зв'язок. Очікуючи знайти там повстанців, «Спартанці» знаходять дивну пластинку та натикаються на війська Ковенанту. Загарбники висаджуються кількома групами, тож спершу командування вважає, що прибульці виконують якусь спецоперацію. Голланд відсилає бійців оборонити базу «Меч» поблизу. Кетрін Голзі, авторка програми «Спартанців», забирає знайдену раніше пластинку та наказує нікому не розповідати про неї.
«Шляхетні» пробиваються до місця, звідки надходять прибульці, та виявляють там три телепортаційних шпилі, накритих силовим полем. Біля шпилів збирається велика армія, що свідчить про повномасштабне вторгнення. «Шляхетні» вирушають знищити шпилі. Вдається проникнути до одного та вимкнути силове поле. Слідом шпиль розстрілюється кораблем ККОН «Графтон» (англ. UNSC Grafton). Але за мить у небі проявляється замаскований корабель-суперносій Ковенанту «Довга ніч розради» (англ. Long Night of Solace) та знищує «Графтон».
Кетрін розробляє план захопити ворожий корвет «Ревний вірянин» (англ. Ardent Prayer) і на ньому доставити на суперносій бомбу. «Спартанці» вирушають на космічних човниках до верфі на орбіті планети, оборонивши яку приєднуються до корабля «Савана». Вони беруть корвет на абордаж і встановлюють бомбу, проте системи керування виявляються пошкоджені. Джордж лишається вручну спрямувати корвет до цілі. Коли він підриває корабель, натомість прибуває цілий флот Ковенанту.
Команда вистрибує з корвета і приземляється в околицях обложеного міста Нова Александрія. Під натиском ворогів місто лишається тільки евакуювати і скоро Ковенант починає його бомбардування і оплавлення. Щоб об'єднатися та вибратися з облоги, команді доводиться вивести з ладу три постановника перешкод. Літаючи на конвертоплані між хмарочосами, Шляхетний-6 знищує ворожих снайперів, руйнує постановники перешкод і нарешті зустрічає свою команду. Та в цей час сховок бійців накриває удар з ворожого корабля. «Спартанці» вибираються з-під обстрілу, та Кет гине, вбита випадковим стрільцем.
Голланд відкликає вцілілих «Спартанців» на базу «Меч», щоб знищити цінні дані з пластинки та ШІ Кортану. Команда пробивається до бази, взятої в облогу, та спускається на її нижні рівні. Там доктор Голзі, попри наказ Голланда, доручає «Шляхетним» доставити дані й Кортану на корабель ККОН «Стовп Осені». Вона проводить «Спартанців» до печер у кризі, де показує споруду Предтеч, у якій сховано базу даних про якусь зброю. Ковенант пробивається до печер, Голзі передає носій Кортани «Спартанцям», а сама евакуюється в супроводі Джуна. Після цього споруду Предтеч підривають.
Бійці наближаються до «Стовпа Осені», але їхній літак дорогою підбивають. Шляхетний-6 з Емілі вирушає сам, а дорогою зустрічає крокуючу машину «Скарабея» Ковенанту. Картер таранить літак у «Скарабея». Емілі бере на себе оборону, зайнявши протиповітряну гармату, щоб на «Стовп Осені» встиг прибути екіпаж. «Стовп Осені» відлітає з планети за випадковими координатами, щоб не видати місцерозташування Землі. Та завдяки врятованим даним Кортана потай спрямовує його до Гало.
Вцілілі «Шляхетні» залишаються на Засягу проти сил Ковенанту та борються з ними, поки останній «Спартанець», Шляхетний-6, не гине. Через 30 років його шолом лежить на лугу відновленого Засягу. Люди заново заселяють планету, а промова Кетрін Голзі розповідає про самопожертву «Шляхетних», завдяки якій Ковенант зрештою було переможено.

## Оцінки й відгуки
| Агрегатор    | Оцінка                        |
| ------------ | ----------------------------- |
| GameRankings | 91.60 (48 обозоров)           |
| Metacritic   | 92/100 (76 оглядів) </ small> |

| Видання                                  | Оцінка                   |
| ---------------------------------------- | ------------------------ |
| 1Up.com                                  | A +                      |
| Computer and Video Games                 | 9.2/10                   |
| Edge                                     | 9/10                     |
| Eurogamer                                | 9/10                     |
| Game Informer                            | 9.50/10                  |
| GamePro                                  | [ 11 ]                   |
| GameRevolution                           | A                        |
| GamesRadar+                              | 8/10                     |
| GameTrailers                             | 9.3/10                   |
| IGN                                      | 9.5/10 (US) 10.0/10 (UK) |
| Official Xbox Magazine (Велика Британія) | 10.0/10                  |
| VideoGamer.com                           | 9/10                     |
| X-Play                                   | [ 17 ]                   |

Halo: Reach отримала високі оцінки преси. Середні бали на GameRankings та Metacritic, 91,60 % і 92 %, відповідно, засновані на 48 та 76 оглядах.
За перший же день гра принесла близько 200 мільйонів доларів. Halo: Reach зміг поставити рекорд за швидкістю продажів серед усіх проектів, випущених в 2010 році. Крім того Halo: Reach вдалося обігнати свого попередника — Halo 3, який у свій час за першу добу заробив 170 мільйонів доларів. Усього ж за перший тиждень було продано 3958255 копій гри, з такою цифрою гра зайняла 3 місце за кількістю проданих копій на одну платформу за перший тиждень продажу за всю історію ігроіндустрії. Крім того, успіх новинки виявився навіть яскравіше таких кіноблокбастерів недавнього минулого, як «Залізна людина 2», «Аліса в країні чудес» та «Історія іграшок 3».
Перевидання 2019 року, що стало першим у складі збірки «Halo: The Master Chief Collection», здобуло грандіозний успіх та загальне визнання. За перший тиждень після виходу перевидана Halo: Reach продалася накладом 3 млн копій.